# Jassargus distinguendus
Jassargus distinguendus är en insektsart som beskrevs av Flor 1861. I den svenska databasen Dyntaxa används istället namnet Jassargus pseudocellaris. Jassargus distinguendus ingår i släktet Jassargus och familjen dvärgstritar. Arten är reproducerande i Sverige. Inga underarter finns listade i Catalogue of Life.